# Calycellina rivelinensis
Calycellina rivelinensis är en svampart som beskrevs av Dennis 1971. Calycellina rivelinensis ingår i släktet Calycellina och familjen Hyaloscyphaceae.   Inga underarter finns listade i Catalogue of Life.